# 蔡伯汾
蔡伯汾（1895年4月10日—1984年10月11日）是台灣法官、律師，台中州大甲郡清水街（現台中市清水區）出身，日治時代在日本內地擔任法官（判事），是台灣第一位法官。

## 略歷
字光展，仕紳蔡蓮舫之次養子。曉星中學校、第八高等學校、東京帝國大學法學部畢業。1919年，任大阪地方裁判所司法官試補，1923年，升任該裁判所判事（法官）。1924年，返台轉任辯護士（律師），在台中市開業，後轉往台北市發展。戰後，仍以律師為業，任台北市律師公會理事長、常務理事、監事。二二八事件中，曾為饒維岳（原台中地方法院庭長）、賴耿輝（台中典獄長）擔任辯護律師，幫助兩人得以無罪釋放。領有日本棋院的初段證書。